# В любви и войне
«В любви и войне» (англ. In Love and War) — фильм британского режиссёра Ричарда Аттенборо. Снят на студии 20th Century Fox в 1996 году. Основан на реальных событиях 1918 года из жизни писателя Эрнеста Хемингуэя, которые он изложил в биографическом романе «Прощай, оружие!».

## Сюжет
Первая мировая война, 1918 год. В Италию, ведущую бои с Австро-Венгрией, прибывает помощь от американских союзников — медсёстры Красного Креста и автомобили медицинского батальона с обслуживающим техническим персоналом. Восемнадцатилетний водитель Эрнест («Эрни») Хэмингуэй во время артобстрела получает ранение в ногу. Он попадает в госпиталь, где влюбляется в одну из медсестёр — Агнес фон Куровски, которая сумела переубедить хирурга, настаивающего на немедленной ампутации. Девушке 26 лет, и поначалу она не воспринимает ухаживания юного Эрни серьёзно. Однако постепенно в ней просыпается взаимность к юноше. Вскоре влюблённые вступают в интимную близость, символом которой становится медленный романтический танец обнажённой пары.
После выздоровления Хэмингуэй, получивший за ранение медаль, военным героем возвращается в США. Вдали от него Агнес вновь терзается сомнениями о разнице в возрасте со своим возлюбленным. Ей делает предложение военный хирург Доменико Корачиоло, она просит время для ответа. В своём письме к Эрни Агнес сообщает ему о возможном замужестве и высказывает предположение о необходимости расстаться навсегда. Хэмингуэй с горем воспринимает это послание как окончательный разрыв.
Спустя восемь месяцев, когда война уже завершилась, Агнес приезжает в США и находит Эрни, уже начавшего карьеру писателя. Она сообщает ему, что замуж не вышла, и просит прощения за своё неверие в искренность чувств своего возлюбленного.

## В ролях
- Крис О’Доннелл — Эрни
- Сандра Буллок — Агнес фон Куровски
- МакКензи Астин — Генри Виллард
- Эмилио Бонуччи — Доменико Кораччиоло

## Критика
Критические отзывы о фильме в целом негативны. Обозреватель «San Francisco Chronicle» возлагает ответственность за неудачу на актёров: «О’Доннелл — странный выбор на роль самоуверенного молодого Хемингуэя. Независимо от того, поднимает он винтовку или страдает от раненой ноги, О’Доннелл более Ричи Каннингэм, чем Эрнест Хемингуэй.
Буллок также незаслуженно получила роль Агнес. Играя медсестру, которая должна подавлять влечение к молодому человеку, Буллок пытается задушить своё естественное свойство быть милой и заигрывает с камерой; это в конце концов делает её бесцветной и сонной. Режиссёр Ричард Аттенборо сделал ставку на этих актёров. В результате, вероятно, это его худший фильм на сегодняшний день». Ещё более беспощадно к картине сатирическое издание The Onion A.V. Club: «В конце концов, (фильм) — обычный красивый кусок голливудского дерьма „про любовь“».
Наиболее лояльные отзывы дали критик Лайн Браун из калифорнийского еженедельника «Chico Enterprise-Record»: «Не так плохо, как вы ожидаете. Приемлемо для дождливого дня», а также часто снисходительные, пожилые киноведы из Online Film Critics Society Фредерик и Мэри Энн Бруссат: «Режиссёр Ричард Аттенборо предостерегает об опасностях романтических увлечений. Поставив Агнес на пьедестал, Эрнест не может принять её реальные недостатки. Это позже превращает его любовь в ненависть».

## Награды
- 1997 год — номинация на главный приз Берлинского кинофестиваля

## Дополнительные факты
Фильм предваряет информация: «Фильм основан на реальных событиях. Северная Италия, 1918 год. В последний год Первой мировой войны Италия боролась с массированным вторжением австрийцев. Америка была одним из союзников Италии, но армия США была расположена во Франции. Поэтому президент Вильсон послал врачей Красного Креста и медсестер для повышения духа итальянских войск и помощи в заботе о раненых. Молодые люди по всей Америке откликнулись на его призыв стать добровольцами и отправиться в Италию в качестве водителей карет скорой помощи и работы в столовых на линии фронта».
Фильм завершает информация: «Агнес фон Куровски работала в миссии Красного Креста до конца Второй мировой войны. Она оставалась незамужней до 36 лет, а дожила до 92. Эрнест Хемингуэй получил Нобелевскую премию по литературе в 1954 году. Один из его лучших романов, „Прощай, оружие!“, был написан под впечатлением событий в Италии во время Первой мировой войны. Он был женат четыре раза и покончил жизнь самоубийством в 1961 году».